# Maciej Szymański
Maciej Grzegorz Szymański (Milicz, 25. siječnja 1957.) je poljski činovnik državne službe i diplomat, veleposlanik u Sloveniji (1998. – 2002.), u Srbiji i Crnoj Gori/Srbiji (2005. – 2009.), u Hrvatskoj (2013. – 2017.) i Bugarskoj (2019.–). Doktor filoloških znanosti.

## Životopis
Godine 1981. diplomirao i magistrirao slavistiku na Šleskom sveučilištu. Godine 1982. zaposlio se u knjižnici Nacionalnog zavoda Ossolińskih u Wrocławu, a poslije u Institutu slavistike Poljske.
Od 1992. godine povezan je s Ministarstvom vanjskih poslova. Od 1998. do 2002. je bio veleposlanik Republike Poljske u Sloveniji, a od 1998. do 2001. bio je akreditiran i u Bosni i Hercegovini. Nakon toga radio je kao načelnik Odjela za putne isprave i vize, a zatim je postao zamjenik ravnatelja Uprave za konzularne poslove i poljsku dijasporu, pa njezin ravnatelj. Od 2005. do 2009. je bio veleposlanik Republike Poljske u Srbiji i Crnoj Gori (od 2006. u Srbiji). Nakon preuzeo je dužnost ravnatelja Uprave za suradnju s poljskom dijasporom. Od 2013. do 2017. je bio veleposlanik Republike Poljske u Hrvatskoj. Godine 2018. bio je glavni tajnik službe vanjskih poslova. Godine 2019. je postao veleposlanik u Bugarskoj.
Dodijeljeno mu je odlikovanje Order Polonia Restituta 5. reda (2011.) i za razvijanje dobrih odnosa između Republike Hrvatske i Republike Poljske Red kneza Branimira s ogrlicom (2017.).
Govori poljski, engleski, hrvatski, ruski.